# 勝村周一朗
勝村 周一朗（かつむら しゅういちろう、1976年6月17日 - ）は、日本の総合格闘家、プロレスラー。神奈川県横浜市出身。総合格闘家としてはリバーサルジム横浜グランドスラム所属兼主宰。元修斗世界バンタム級王者。

## 経歴

### 綜合格闘技
高校生の頃は学校で暴力沙汰を起こすような不良少年であった。そんな勝村を見かねた親に勧められたのとプロレスに影響されたのもあって、高校1年生の時に木口道場でレスリングを始め、大学時代に修斗を始めた。
大学卒業後は鎌倉の児童養護施設の職員として勤務しながら格闘技を続ける。彼のニックネーム「リアルタイガーマスク」はここからきている。
アマチュア修斗全日本を制し、プロ修斗デビュー。
2004年1月24日のマルコ・ロウロ戦ではブラジリアン柔術黒帯の寝技に対抗できず敗北。この試合の後に養護施設を退職した。
2004年11月3日にZSTに初参戦。所英男に1Rフロントチョークで一本負け。引退も考えたが現役を続行する。所英男とはその後ZSTルールでタッグを組み、変則ルールながらレミギウス・モリカビュチスから三角絞めで一本勝ち。
2005年10月19日、カリフォルニア州で行われたヒクソン・グレイシー主催のブドーチャレンジ60kg未満級に参戦。1回戦を判定勝ちしたものの、決勝でビビアーノ・フェルナンデスに三角絞めで一本負け。
2006年5月27日、ZST GT-F2（第2回フェザー級グラップリングトーナメント）に出場。1回戦でジェイソン・ラインハートに三角絞めで一本勝ち、準決勝で所英男に三角絞めで失神一本勝ち、決勝でバレット・ヨシダに裸絞めで一本負け。準優勝となった。
2006年12月31日、K-1 PREMIUM 2006 Dynamite!!に大抜擢され永田克彦と対戦し、パウンドでTKO負けを喫した。
2007年7月16日、HERO'Sでアレッシャンドリ・フランカ・ノゲイラと対戦し、右フックでKO負け。
2008年12月1日、神奈川県横浜市西区に自身のジム「リバーサルジム横浜グランドスラム」をプレオープンし、12月15日に正式オープンとなった。
2009年1月4日、SWAT!-TXのタッグマッチで1年半ぶりの実戦復帰となった。
2009年5月24日、1年10か月ぶりの総合格闘技復帰戦となったZST.20で山城裕之と対戦し、ツイスター（グラウンドコブラツイスト）で一本勝ち。
2009年11月23日、5年10か月ぶりの参戦となった修斗で田澤聡と対戦し、フロントチョークで一本勝ち。
2010年3月22日、修斗世界フェザー級（-60kg）チャンピオンシップで王者上田将勝に挑戦し、ニンジャチョークで一本勝ちを収め王座獲得に成功した。
2010年9月23日、修斗でダレン・ウエノヤマと対戦し、パウンドでKO負けを喫した。
2011年2月25日、DEEP 52 IMPACTで行なわれた「宮下トモヤチャリティーエキシビションマッチ」に出場。KEI山宮とタッグを組んで、砂辺光久&石井大輔チームと対戦した。
2014年6月、総合格闘技大会GRANDSLAMの総合プロデューサーに就任。2016年9月にZST運営委員に就任。

### プロレス
もともとプロレス好きで、憧れを持っていたが、DDTが開催するU系大会「ハードヒット」の噂を聞くや、関係者に出場直訴。2013年10月27日、新木場1st.RING大会における間下隼人戦で初参戦を果たした。
2月28日、ハードヒットでプロレスラー・服部健太とグラップリングマッチを行ったことから、服部の所属先である花鳥風月にも参戦。6月8日、東京・王子小劇場での梅沢菊次郎戦で純プロレスルールを初体験。梅沢は高校、大学（和光学園）の3年後輩である。
10月27日付けでプロレス活動においての所属が、シアタープロレス花鳥風月となる。同時に花鳥風月ブランドとして鎌倉花鳥風月（月闘）を旗揚げ。2015年12月13日、矢郷良明を破りVKF王座を戴冠。第7代王者となる。
12月29日、埼玉・さいたまスーパーアリーナで開催された総合格闘技イベント『RIZIN FIGHTING WORLD GRAND-PRIX 2015 さいたま3DAYS 〜SARABAの宴〜』で今成夢人とプロレスルールで師弟対戦。ニンジャチョークで勝利し、プロレス愛を叫んだ。
2016年1月3日に行われたFREEDOMS・新春！お年玉争奪ワンデー6人タッグトーナメントに竹田誠志、山本裕次郎とのチーム・リバーサルで出場。4月16日、花鳥風月・スターライズタワー（東京タワースタジオ）大会にて政宗と引き分け、VKF王座を初防衛。試合後ノンタイトルで延長戦が行われた。5月31日、VKF・新木場大会でヤス久保田を相手に2度目の防衛。しかし同試合で足首を負傷したため、6月5日に予定されていた忍との防衛戦を延期した。また6月16日、トモダチ軍(仮)プロデュース蕨大会では、異例の「勝村周一朗天覧試合」が決定した。17日、広島大会で復帰。18日の忍戦でノーコンテスト。再試合を行いVKF王座を3度目の防衛。
9月22日、アゼリア大正でのVKF選手権試合で金本浩二と対戦し王座陥落。
12月2日、大阪城東区民センターで行われた上井文彦プロデュース興行「Strong Style History～Go for Broke!! Forever～」で元第一次UWFの森泰樹とUWFルールで対戦し引き分ける。
12月21日、レミギウス・モリカビュチスが銃弾に倒れたことを受け、所英男ら日本の有志と「レミーガ追悼委員会」を結成。レミギウスの子供たちの養育費を集めた。
2017年1月22日、ガンバレ☆プロレス王子大会でガンプロ軍としてあいさつ。シン・ガンプロ軍迎撃を誓った。5月28日、唐澤志陽と出場した風流人2017タッグリーグ戦において優勝。初代風流人タッグ王座を獲得した。8月16日、シアタープロレス花鳥風月からの退団を発表。
2018年1月からは岡田剛史と勝村軍を結成。
6月17日、成増アクトホールで石井慧介の持つインディペンデントワールド世界ジュニアヘビー級選手権に挑戦するも敗北。
2019年1月6日、北沢タウンホールで石井慧介の持つインディペンデントワールド世界ジュニアヘビー級選手権に再挑戦し勝利。
1月26日、ガンバレ☆プロレスに入団。2020年9月12日、ガンバレ☆プロレス・板橋グリーンホール大会で勝崎周之助（勝村周一朗）、春見澤萌彦（春日萌花）、桜井鷲の「THE HALFEE」として 大家健＆今成夢人、ミス・モンゴル組を下し、GWC認定6人タッグ王座を戴冠。
　　　　　　　　　　　　　　　　　　　　　　　　　　　　　　　　　　　　　　　　　　　　　　　　　　　　　　　　　　　　　　　　　　
2023年7月9日、ガンバレ☆プロレスが開催した大田区総合体育館『WRESTLE SEKIGAHARA II』で和田拓也とタッグを組み、【変態パンチドランカー】佐藤光留＆前口太尊を破ってスピリット・オブ・ガンバレ世界タッグ王座（SOGタッグ王座）戴冠、第２代王者となる。
12月27日、後楽園ホール大会で木髙イサミの保持するスピリット・オブ・ガンバレ世界無差別級王座に挑戦、初披露となるムーンサルトプレスで勝利し同王座初戴冠。タッグとの2冠王となる。

## 戦績

### 総合格闘技
| 総合格闘技 戦績 | 総合格闘技 戦績 | 総合格闘技 戦績 | 総合格闘技 戦績 | 総合格闘技 戦績 | 総合格闘技 戦績 | 総合格闘技 戦績 |
| --------------- | --------------- | --------------- | --------------- | --------------- | --------------- | --------------- |
| 23 試合         | (T)KO           | 一本            | 判定            | その他          | 引き分け        | 無効試合        |
| 11 勝           | 1               | 8               | 2               | 0               | 3               | 0               |
| 9 敗            | 4               | 2               | 3               | 0               | 3               | 0               |

| 勝敗 | 対戦相手                             | 試合結果                            | 大会名                                                                                             | 開催年月日     |
| ×    | 岡嵜康悦                             | 2R 2:24 KO（右ストレート→パウンド） | 修斗伝承 2011 【修斗世界フェザー級チャンピオンシップ】                                             | 2011年4月29日  |
| ×    | ダレン・ウエノヤマ                   | 2R 3:53 KO（パウンド）              | 修斗 The Way of SHOOTO 05 〜Like a Tiger, Like a Dragon〜                                          | 2010年9月23日  |
| ○    | 上田将勝                             | 2R 3:39 ニンジャチョーク            | 修斗 The Way of SHOOTO 02 〜Like a Tiger, Like a Dragon〜 【修斗世界フェザー級チャンピオンシップ】 | 2010年3月22日  |
| ○    | 田澤聡                               | 1R 3:54 ニンジャチョーク            | 修斗 REVOLUTIONARY EXCHANGES 3                                                                     | 2009年11月23日 |
| ○    | 山城裕之                             | 1R 2:56 ツイスター                  | ZST.20                                                                                             | 2009年5月24日  |
| ×    | アレッシャンドリ・フランカ・ノゲイラ | 2R 1:55 KO（右フック）              | HERO'S 2007 ミドル級世界王者決定トーナメント開幕戦                                                 | 2007年7月16日  |
| ×    | 永田克彦                             | 1R 4:12 TKO（パウンド）             | K-1 PREMIUM 2006 Dynamite!!                                                                        | 2006年12月31日 |
| △    | 今泉堅太郎                           | 5分2R終了 時間切れ                  | ZST.11                                                                                             | 2006年11月23日 |
| ○    | アーテミッジュ・シテンカーヴ         | 1R 2:29 三角絞め                    | BUSHIDO ZST                                                                                        | 2006年4月23日  |
| △    | 小澤健一                             | 5分3R終了 時間切れ                  | ZST.9                                                                                              | 2006年2月18日  |
| ○    | キット・キウ                         | 1R 4:21 腕ひしぎ十字固め            | ZST.8                                                                                              | 2005年11月23日 |
| ○    | セルゲイ・ユシュケビュチス           | 1R 2:51 オモプラッタ                | ZST BATTLE HAZARD 02                                                                               | 2005年9月10日  |
| ×    | 所英男                               | 1R 0:38 フロントチョーク            | ZST-GP2 オープニングステージ 【フェザー級トーナメント 1回戦】                                      | 2004年11月3日  |
| ×    | マルコ・ロウロ                       | 5分3R終了 判定0-3                   | 修斗                                                                                               | 2004年1月24日  |
| ○    | エウジェニウ・コンコフ               | 1R 2:48 スリーパーホールド          | 修斗 WANNA SHOOTO 2003                                                                             | 2003年11月3日  |
| ×    | 今泉堅太郎                           | 5分3R終了 判定0-3                   | 修斗 【フェザー級サバイバー・トーナメント 準決勝】                                                 | 2003年2月23日  |
| ○    | アルフィ・アルカレズ                 | 2R 3:04 腕ひしぎ十字固め            | 修斗 【フェザー級サバイバー・トーナメント1回戦】                                                   | 2002年11月15日 |
| △    | 今泉堅太郎                           | 5分2R終了 判定0-1                   | 修斗 WANNA SHOOTO 2002                                                                             | 2002年4月14日  |
| ○    | ライアン・ディアス                   | 5分2R終了 判定3-0                   | 修斗 WANNA SHOOTO 2001                                                                             | 2001年4月8日   |
| ×    | 吉岡広明                             | 2R 3:43 腕ひしぎ十字固め            | 修斗 R.E.A.D.                                                                                      | 2000年7月22日  |
| ○    | 廣野剛康                             | 1R 4:17 TKO（左目尻カット）         | 修斗 R.E.A.D.                                                                                      | 2000年4月12日  |
| ×    | マモル                               | 5分2R終了 判定0-3                   | III 修斗 the Renaxis 1999                                                                          | 1999年7月16日  |
| ○    | 西澤正樹                             | 5分2R終了 判定3-0                   | 修斗                                                                                               | 1999年4月9日   |

### グラップリング
| 勝敗 | 対戦相手                   | 試合結果            | 大会名                                | 開催年月日     |
| ×    | ビビアーノ・フェルナンデス | 1R 三角絞め         | ブドーチャレンジ 【60kg未満級 決勝】  | 2006年5月26日  |
| ○    | モリス・ゴファール         | 3R終了 ポイント     | ブドーチャレンジ 【60kg未満級 1回戦】 | 2006年5月26日  |
| ○    | 廣野剛康                   | 5分2R終了 判定30-25 | The CONTENDERS 2                      | 1999年10月17日 |

## 入場曲
- Question of Honour（サラ・ブライトマン）
- NINJA CHOKE（SHISHIGAMI）[31]

## 獲得タイトル
- コマンドサンボ60kg級優勝（1997年）
- アマチュアリングス60kg級優勝（1997年）
- 全日本アマチュア修斗フェザー級優勝（1998年）
- 修斗世界フェザー級王座（2010年）
- VKF KING of WRESTLE NANIWA王座
- 風流人タッグ王座
- インディペンデントワールド世界ジュニアヘビー級王座
- GWC認定6人タッグ王座（第23代）（パートナーは春見沢萌彦、桜井鷲）
- スピリット・オブ・ガンバレ世界タッグ王座（第2代）（パートナーは和田拓也）
- スピリット・オブ・ガンバレ世界無差別級王座（第6代）

## エピソード
- 2003年10月より勤務先である児童養護施設内で「勝村道場」（K'z FACTORY鎌倉支部→グランドスラムKREW）を主宰し、格闘技を通して子供を育成している。
- TOKIOの長瀬智也とは幼馴染。勝村の高校生時代には、勝村らが結成したアマチュアサッカーチームに長瀬も所属していたほか、長瀬の実家の飲食店で勝村がアルバイトしていたこともある[32]。勝村のジムオープンの際には長瀬名義で花束が送られるなど、その後も交流が続き、その縁から『俺の家の話』では勝村がプロレス監修を行うだけでなく、自らも主要キャストの一人として出演することになった（本人曰く「智也にハメられた」）[32]。
- 修斗王者時代、非常勤の小学校教師（曰く「ワルガキ押さえ係」）をしていた[33]。当時の生徒のひとりが格闘家の伊藤盛一郎であり、2015年4月12日開催の第2代GTタッグ王者決定トーナメントではタッグチームを組み出場した[34]。

## メディア出演

### テレビ
- A-Studio（2013年10月4日、TBS系）[35]
- 俺の家の話（2021年1月22日 - 3月26日、TBS） - スーパー多摩自マン 役[36]
- イタイケに恋して　第1話（2021年7月1日、日本テレビ） - 格闘家風情の男 役 [37]

### 雑誌
- イケイケDJファイター!第1回、第2回（KADOKAWA「横浜ウォーカー」） - 2016年3月号、4月号
- KACHO-FUGETSU（2016年7月17日発売、ジータレント) - 表紙

### インターネット
- ぶるぺん（2016年、GYAO!）- イケメン格闘家
- ROAD FC中継（2016年12月10日、AbemaTV）- 中継解説
- ベラトール中継（2016年12月11日、AbemaTV）- 中継解説

### CM
- 忍者WARS事務局「忍者WARS決戦予告」勝村選手登場編（2016年9月  - ）

### ラジオ
- ヨコハマウォーカーラジオ（2016年4月30日、Fm yokohama）[38]

## 作品

### 書籍
- 総合格闘技入門（2007年6月13日、池田書店） - 監修

### DVD
- 勝村周一朗 ニンジャチョーク（2010年、クエスト） - 出演、監修